# Irme Stetter-Karp

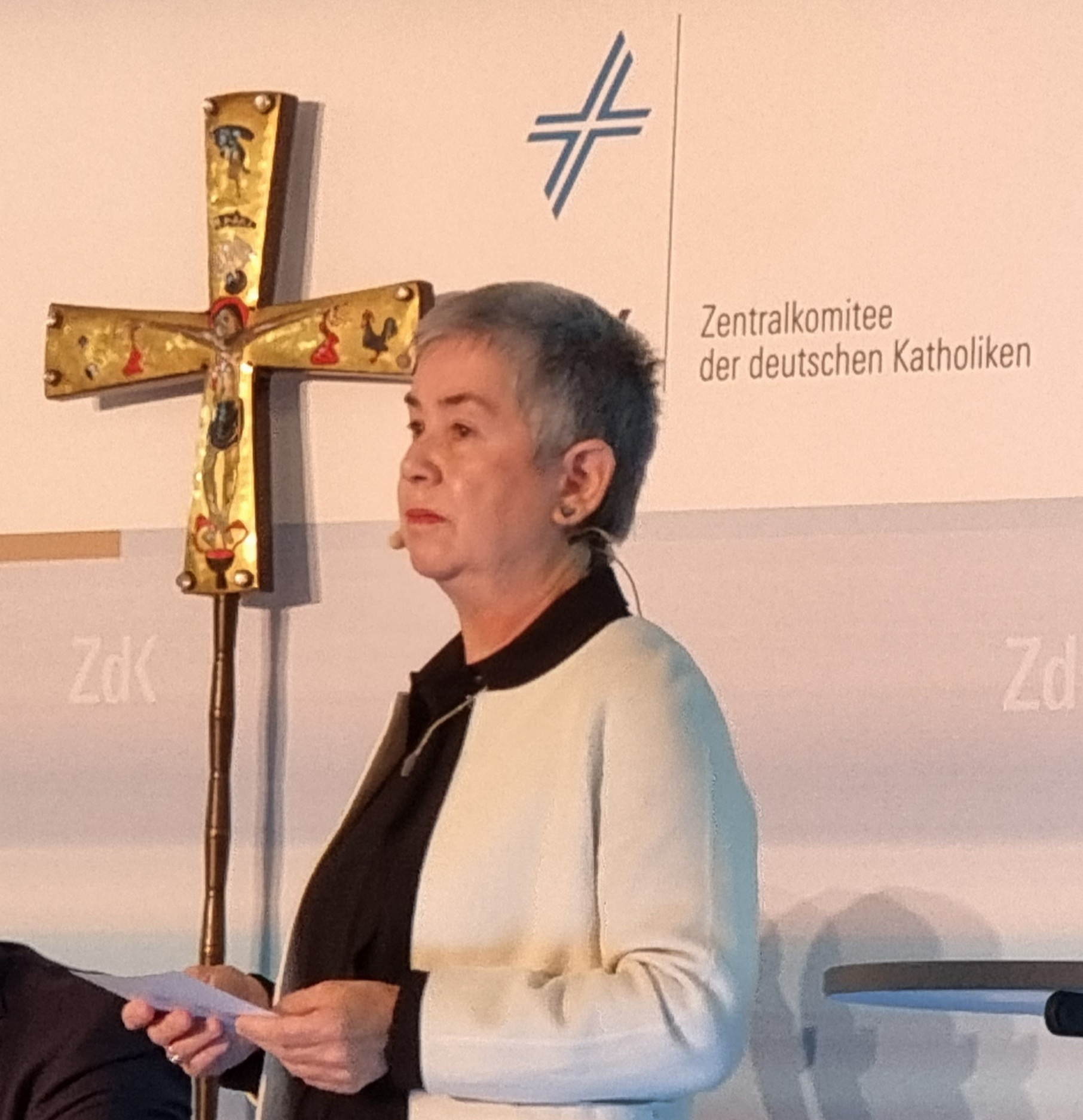
Irme Stetter-Karp (2021)

Irme Stetter-Karp (* 1956 in Ellwangen als Irmgard Stetter) ist eine deutsche Sozialwissenschaftlerin. Seit 2021 ist sie die Präsidentin des Zentralkomitees der deutschen Katholiken. Seit 2020 ist sie die Präsidentin des Deutschen Vereins für öffentliche und private Fürsorge.

## Leben
Irme Stetter-Karp wuchs als zwölftes Kind einer Bauern- und Gastwirtsfamilie in Rainau bei Ellwangen auf. Einer ihrer älteren Brüder ist Karl «Carlos» Stetter, emeritierter Bischof von San Ignacio de Velasco in Bolivien.
Sie ist verheiratet und Mutter zweier erwachsener Kinder.
Ihre berufliche Laufbahn begann Stetter-Karp 1980 in der Altenarbeit in Stuttgart. Ab 1981 war sie lange in Führungspositionen in der Diözese Rottenburg-Stuttgart tätig. Nach dem Studium in Esslingen und Tübingen (mit dem Abschluss als Diplom-Sozialarbeiterin und Diplom-Pädagogin) wurde sie 1997 in Tübingen mit der Dissertation Wir und das Fremde: Ein Lehrstück über die Funktionalisierung des Fremden in der Lebensgeschichte von Frauen. Ein Beitrag zur Präzisierung interkultureller Erwachsenenbildung promoviert. Von 1986 bis 1990 übernahm sie die Leitung des Bischöflichen Jugendamtes und war in Personalunion zugleich Diözesanvorsitzende des Bundes der Deutschen Katholischen Jugend (BDKJ), schließlich von 1996 bis 2000 Leiterin des Bildungswerkes der Diözese. Im Jahr 2000 wurde sie Direktorin des Caritasverbandes der Diözese und 2006 als Ordinariatsrätin zur Leiterin der Hauptabteilung Caritas im Bischöflichen Ordinariat berufen. Seit September 2020 ist sie im Ruhestand. Von 2010 bis 2022 war sie Vizepräsidentin des Deutschen Caritasverbandes.
In den 1990er-Jahren war Stetter-Karp als Beraterin der Jugendkommission der Deutschen Bischofskonferenz,  später auch in deren Caritaskommission tätig. Nach dem von Papst Johannes Paul II. angeordneten Ausstieg der katholischen Kirche aus dem staatlichen System der Schwangerschaftskonfliktberatung gründete sie 1999 den Landesverband Baden-Württemberg des Vereins donum vitae mit. Von 2007 bis 2019 war sie Bundesvorsitzende des katholischen Verbandes für Mädchen- und Frauensozialarbeit IN VIA Deutschland und von 2009 bis 2015 Mitglied im Internationalen Rat dieser Organisation. Seit 2019 ist sie Delegierte und Co-Moderatorin der Synodalversammlung im Synodalen Weg der römisch-katholischen Kirche in Deutschland.

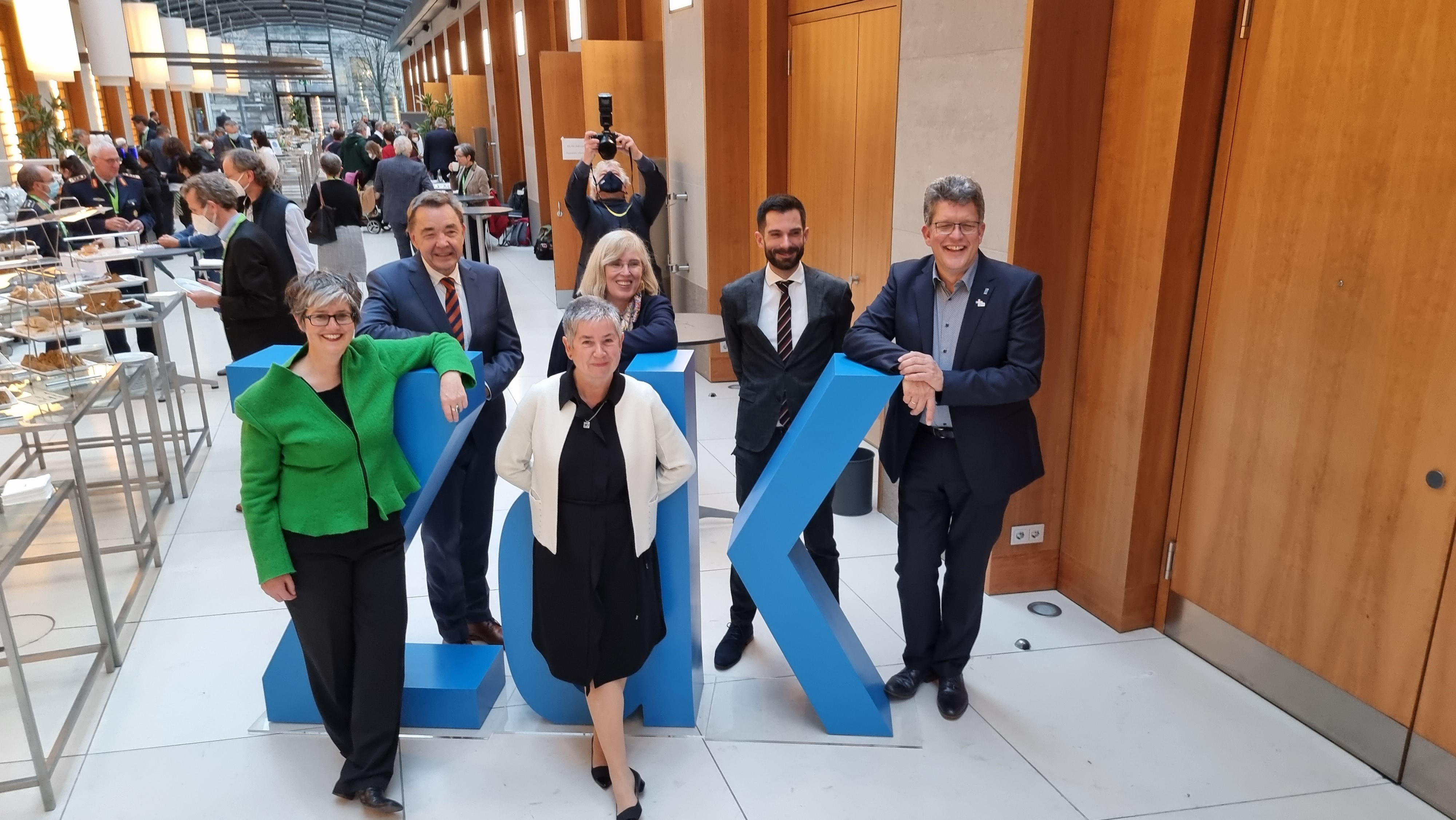
Das aktuelle Präsidium des ZdK: Birgit Mock, Thomas Söding, Präsidentin Irme Stetter-Karp, Claudia Nothelle, Generalsekretär Marc Frings und Wolfgang Klose

Auf der Herbstvollversammlung des Zentralkomitees der deutschen Katholiken in Berlin wurde Irme Stetter-Karp am 19. November 2021 in der Nachfolge von Thomas Sternberg für eine Amtszeit von sechs Jahren zur neuen Präsidentin gewählt. Für sie stimmten 149 von 190 Teilnehmern, Gegenkandidat Ulrich Hemel (BKU) erhielt 41 Stimmen. Ihre Wahl war vom Katholischen Deutschen Frauenbund (KDFB), der Katholischen Frauengemeinschaft Deutschlands Bundesverband (kfd) und dem Bund der Deutschen Katholischen Jugend (BDKJ) unterstützt worden. Stetter-Karp ist nach Rita Waschbüsch, die von 1988 bis 1997 Präsidentin war, die zweite Frau an der Spitze des ZdK.
Als Vorsitzende des Zentralkomitees wurde sie 2021 in Nachfolge von Thomas Sternberg auch eine der beiden Präsidenten des Synodalen Weges, den die Deutsche Bischofskonferenz und das Zentralkomitee der deutschen Katholiken von 2019 bis 2023 durchführten.

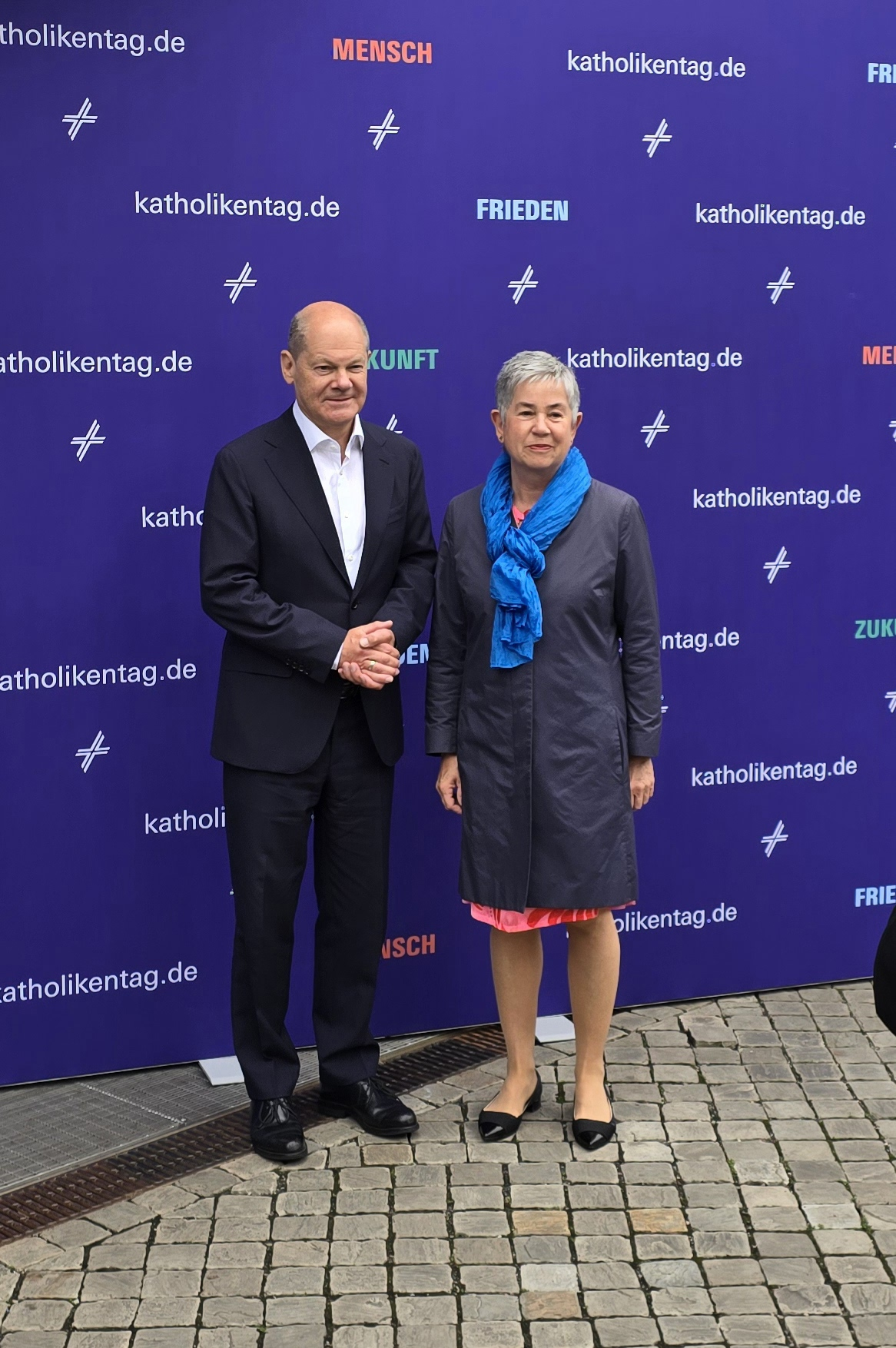
Irme Stetter-Karp mit Bundeskanzler Olaf Scholz (2024)

## Position zum Schwangerschaftsabbruch
Stetter-Karp forderte im Juli 2022 in einem Zeitungsbeitrag, dass medizinische Schwangerschaftsabbrüche flächendeckend ermöglicht werden; das sei „derzeit nicht der Fall, weil insbesondere im ländlichen Raum – unabhängig von seiner konfessionellen Prägung – die gynäkologische Versorgung fehlt“. Auch müsse über eine ausreichende medizinische Ausbildung gesprochen werden. Allerdings sei ein Schwangerschaftsabbruch keine reguläre medizinische Dienstleistung. Sie wandte sich gegen Forderungen aus der Politik, Abtreibung in Deutschland weiter zu liberalisieren: „Paragraf 218a darf unter keinen Umständen in seiner Substanz angetastet werden.“ Die in diesem Paragrafen in Deutschland gesetzlich vorgeschriebene Beratungspflicht müsse erhalten bleiben. Die Beratung bedeute das Schutzkonzept einer doppelten Anwaltschaft für Mutter und Kind und habe das Ziel, der Schwangeren Perspektiven für ein Leben mit dem Kind aufzuzeigen, auch im Fall einer Behinderung. Eine „ergebnisoffene“ Beratung respektiere, dass die Entscheidung für oder gegen eine Abtreibung letztlich bei der Schwangeren liege. Stetter-Karp betonte: „Das Leben eines Kindes lässt sich nur schützen, wenn die Mutter selbstbestimmt Ja zu ihrem Kind sagen kann.“
Der Pressesprecher der Deutschen Bischofskonferenz, Matthias Kopp, erklärte dazu auf Anfrage des außerkirchlichen Online-Magazins kath.net, die Notwendigkeit eines flächendeckenden Angebots von Schwangerschaftsabbrüchen widerspreche der Haltung der Deutschen Bischofskonferenz. Statt einer flächendeckenden Möglichkeit für Abtreibungen sei flächendeckend ein qualifiziertes Beratungsangebot für Frauen nötig. Die konservative katholische Initiative Maria 1.0 forderte Stetter-Karp zum Rücktritt als Vorsitzende des Zentralkomitees der deutschen Katholiken auf, da ihre Position „klar gegen die katholische Lehre“ sei. Vier konservative Teilnehmerinnen des Reformprojekts Synodaler Weg, nämlich die Theologinnen Katharina Westerhorstmann und Marianne Schlosser, die Religionsphilosophin Hanna-Barbara Gerl-Falkovitz und die Journalistin Dorothea Schmidt, kritisierten die Äußerungen Stetter-Karps. Insbesondere die Forderung nach flächendeckender Ermöglichung eines medizinischen Eingriffs zum Schwangerschaftsabbruchs basiere „auf dem Gedanken einer bloß oberflächlichen Versorgungsmentalität“, aber „flächendeckend verteilt werden im ethischen Sinne kann nur ein Gut, das der Gerechtigkeit entspricht und damit dem Guten“, während eine Abtreibung immer Unrecht bliebe.

## Position zur AfD
Stetter-Karp will Mitgliedern der AfD den Zugang zu kirchlichen Laienämtern verwehren. „Ein aktives Eintreten für die AfD widerspricht den Grundwerten des Christentums“, sagte sie dem Onlineportal Kirche+Leben. Eine AfD-Mitgliedschaft sei daher aus ihrer Sicht mit der Übernahme eines Kirchenamtes unvereinbar. Sie regte an, bei einer Kandidatur von AfD-Mitgliedern um kirchliche Mandate eine Ablehnung zu prüfen. „Rechtlich entscheidend sind hier allerdings die jeweiligen Satzungen und Wahlordnungen.“ Es sei „das absolute Minimum, ein Bekenntnis zu christlichen Werten und zur freiheitlich demokratischen Grundordnung gezielt abzuprüfen und eine Wahl an dieses individuelle Bekenntnis zu binden.“

## Position zum Fünf-Punkte-Plan und Zustrombegrenzungsgesetz
Wegen Stetter-Karps Kritik am Fünf-Punkte-Plan der Union und dem von dieser initiierten Zustrombegrenzungsgesetzes trat die ehemalige CDU-Vorsitzende Annegret Kramp-Karrenbauer aus dem ZdK aus. Rita Waschbüsch äußerte dafür Verständnis und kritisierte das Vorgehen Stetter-Karps: „Es war schon ein Ärgernis, dass diese Äußerungen der ZdK-Präsidentin ohne tiefgreifende längere Diskussion kamen. Das hätte man im Präsidium des ZdK erst einmal sorgfältig ausdiskutieren müssen.“

## Publikationen
- „Wir und das Fremde“. Die Funktionalisierung des Fremden in der Lebensgeschichte von Frauen. IKO-Verlag für Interkulturelle Kommunikation, Frankfurt am Main 1997, ISBN 978-3-88939-609-9 (zugleich Dissertation Universität Tübingen 1997).
- Integration beginnt im Kopf. Für ein besseres Miteinander von Deutschen und Zuwanderern. In: Gaby Hagmans, Heinz-Josef Kessmann, Irme Stetter-Karp (Hrsg.): Weit weg ist näher als Du denkst. Eine Zeitreise zum Abschied für Prälat Dr. Peter Neher, Präsident des Deutschen Caritasverbandes 2003 bis 2021. Lambertus Verlag, Freiburg 2021, ISBN 3-7841-3450-5.
- Frei und zugewandt, tatkräftig und selbstbewusst. In: Deutscher Caritasverband (Hrsg.): Caritas 2022. Neues caritas Jahrbuch. Freiburg 2021, S. 73–78.
- Hauptamtliche Mitarbeiter:innen/Personalentwicklung. In: Andreas Lob-Hüdepohl, Gerhard K. Schäfer (Hrsg.): Kompendium Caritas und Diakonie.  Göttingen: 2022, ISBN 978-3-525-61633-8, S. 226–235.
- Völkische Gegenpositionen: das Beispiel Ernst Krieck. In: Martha Friedenthal-Haase (Hrsg.): Erwachsenenbildung interkulturell. Frankfurt 1992, ISBN 3-88513-086-6, S. 91–105.
- Helft heute mit, die Welt von morgen zu bauen. In: Norbert Keßler, Rosemarie Dziadek (Hrsg.): Gegenwelten. Das freiwillige soziale Jahr in der katholischen Jugendarbeit. Verlag Haus Altenberg/Bund der Deutschen katholischer Jugend (BDKJ), Düsseldorf 1990, S. 66–75.
- Zwischen  Weibergedöns, Early Excellence Center und Avantgarde in der Ethik. In: Johannes Kreidler (Hrsg.): Zeichen der heilsamen Nähe Gottes. Auf dem Weg zu einer missionarischen Kirche, Ostfildern: 2008, S. 436–449, ISBN 978-3-7966-1419-4.
- Caritasorte – Räume für Heilung und Heil. In: Deutscher Caritasverband (Hrsg.): neue caritas. Jahrbuch 2019, Freiburg 2020, S. 51–56.
- Dauerthema Familiennachzug. In: Zeitschrift für Ausländerrecht und Ausländerpolitik, Jahrg. 38, Heft 5–6, S. 200–204.
- Nicht stehenbleiben bei der rhetorischen Modernisierung. In: diakonia. Internationale Zeitschrift für die Praxis der Kirche, Jahrg. 49, Heft 2, 2018, S. 92–96.
- Assistierter Suizid. Eine Frage der Humanität?. Ethik in der Praxis / Practical Ethics - Materialien / Documentation Bd. 22, LIT, Berlin 2023, ISBN 978-3-643-15396-8.